# Морфин (лекарственное средство)
Морфи́н (лат. Morphinum, лат. Morphine, устар. — морфий) — лекарственное средство, оказывающее анальгезирующее (опиоидное) действие.
В медицине применяют производные морфина, в частности, гидрохлорид (для инъекций) и сульфат (в качестве перорального препарата). Морфин способен эффективно подавлять ощущение сильной физической боли и боли психогенного происхождения. Обладает также седативной активностью, подавляет кашлевой рефлекс.
Слово морфий происходит от имени бога сновидений в греческой мифологии — Морфей. Морфей был сыном Гипноса, бога сна.

## Свойства и формы выпуска

### Свойства морфина гидрохлорида
- Белые игольчатые кристаллы или белый кристаллический порошок; слегка желтеющий или сереющий при хранении.
- Медленно растворим в воде, трудно растворим в спирте (1:50), несовместим со щелочами. Растворы стерилизуют при +100 °C в течение 30 мин, для стабилизации прибавляют 0,1 н. раствор хлористоводородной кислоты до рН 3,0—3,5.
- Удельное вращение водного раствора −97…-99 (2 %)
- Температура плавления 254 °C
- Температура воспламенения 261 °C
- Температура самовоспламенения 349 °C
- НКПРП (г/м3), (дисперсность, мкм): 30,0 (80)
- Удельная теплота сгорания 31031,0 кдж/кг
- Горючее вещество, аэровзвесь взрывоопасна
- Показатель острой токсичности для животных (белые мыши) DL50=150 мг/кг

### Форма выпуска
Формы выпуска: таблетки по 0,01 г; 1 % раствор в ампулах и шприц-тюбиках по 1 мл.

### Способ применения
Назначают морфин под кожу (взрослым обычно по 1 мл 1 % раствора), внутрь (0,01—0,02 г в порошках или в каплях). Детям старше 2 лет назначают в зависимости от возраста по 0,001—0,005 г на приём. Детям в возрасте до 2 лет морфин не назначают.
| Внутрь  | Подкожно   | Внутривенно | Эпидурально      | Интратекально      |
| 1 мг/кг | 0,50 мг/кг | 0,3 мг/кг   | 0,1 — 0,05 мг/кг | 0.02 — 0.005 мг/кг |

При применении морфина возможны тошнота, рвота, угнетение дыхания и другие побочные явления, связанные с особенностями его влияния на разные органы и системы организма (см. ранее). Для уменьшения побочных явлений часто вместе с морфином назначают атропин, метацин или другие холинолитики.
Высшие дозы для взрослых (внутрь и под кожу): разовая 0,02 г, суточная 0,05 г.
В последние годы при наличии у больных острых и хронических болей стали назначать морфин (и другие опиаты) эпидурально. Вводят (с соблюдением необходимых при этом способе введения мер предосторожности) 0,2—0,3—0,5 мл 1 % раствора морфина в 10 мл изотонического раствора натрия хлорида. Эффект проявляется через 10—15 мин; через 1—2 ч наблюдается сильно выраженный болеутоляющий эффект, сохраняющийся в течение 8—12 и более часов.
Имеются данные о применении эпидуральной анальгезии морфином у больных с острым инфарктом миокарда. Вводили первоначально 4 мг морфина в 8 мл изотонического раствора натрия хлорида, затем 2,5 мг морфина в 8 мл изотонического раствора в течение 7 дней. Наблюдали улучшение клинической картины и ограничение зоны некроза.
Наряду с солянокислым морфином применяют также и сульфат морфина:
| МНН            | Морфина сульфат                                                                      | Морфина гидрохлорид                                                                  |
| ИЮПАК          | 7,8-дидегидро-4,5α-эпокси-17-метилморфинан-3,6α-диола сульфат пентагидрат            | 7,8-дидегидро-4,5α-эпокси-17-метилморфинан-3,6α-диола гидрохлорид тригидрат          |
| Брутто-формула | C34H40N2O10S, 5H2O                                                                   | C17H20ClNO3, 3H2O                                                                    |
| CAS            | 6211-15-0                                                                            | 52-26-6                                                                              |
| Молярная масса | 759 г/моль                                                                           | 375,8 г/моль                                                                         |
| Внешний вид    | Белый, кристаллический порошок                                                       | Белый, кристаллический порошок или бесцветные игольчатые кристаллы                   |
| Растворимость  | Растворим в воде, очень мало растворим в этаноле, практически не растворим в толуоле | Растворим в воде, очень мало растворим в этаноле, практически не растворим в толуоле |

Источник: Европейская Фармакопея (Pharmacopée européenne 5.5), EDQM, 12/2005 ; The Merck index', 13e издание

## Фармакология

### Фармакокинетика
Морфин чаще назначают внутримышечно, внутривенно, подкожно. Возможно пероральное, ректальное, интратекальное или эпидуральное введение. Морфин быстро и полностью всасывается как при приёме внутрь, так и при подкожном, внутримышечном введении (при в/м введении раствора пролонгированного действия всасывание препарата осуществляется медленно). Примерно 20-40 % морфина связывается с белками плазмы, в основном с альбумином. Проникает через плацентарный барьер (может вызвать угнетение дыхательного центра у плода), определяется в грудном молоке. Объём распределения большой — 3-4 л/кг у здорового взрослого.
При в/м введении 10 мг эффект развивается через 10-30 мин, достигает максимума через 30-60 мин и продолжается примерно 3-4 ч.:205 При в/в введении его эффект развивается лишь немного быстрее, так как задержка наступления эффекта обусловлена низкой жирорастворимостью морфина и его медленным проникновением через гемато-энцефалический барьер (что объясняет и длительную продолжительность действия).:205
При приёме внутрь эффект развивается через 20-30 мин и длится примерно 4-5 ч (8-12 ч пролонгированной формы). При этом только 10-30 % препарата достигает системного кровотока из-за выраженного эффекта первого прохождения через печень, что требует высоких доз для достижения адекватного обезболивания.:205 После приёма внутрь пролонгированных форм начало эффекта больше, чем при в/м введении, максимум эффекта — через 60-120 мин. Пролонгированная форма морфина в инъекционном растворе вводится только в/м и обеспечивает быстрое и длительное поступление препарата в кровь из места инъекции. Местнораздражающего действия не оказывает. Длительность действия — 22-24 ч. По сравнению с обычным раствором морфина анальгезирующий эффект пролонгированных форм развивается несколько позже, но продолжается дольше и в меньшей степени вызывает эйфорию, угнетение дыхания и моторики ЖКТ. Пероральные и пролонгированные формы морфина часто применяют для длительного лечения болевого синдрома у онкологических больных.
Действие развивается через 10-30 мин после п/к, 15-60 мин после эпидурального или интратекального введения, 20-60 мин — после ректального введения. При эпидуральном или интратекальном введении эффект однократно принятой дозы продолжается до 24 ч.
TCmax — 20 мин (в/в введение), 30-60 мин (в/м введение), 50-90 мин (п/к введение), 1-2 ч (прием внутрь).
Морфин метаболизируется, вступая в реакцию с глюкуроновой кислотой в печени. При этом образуются в основном морфин-3-глюкурониды (М3Г) и морфин-6-глюкурониды (М6Г). Около 60 % морфина превращается в М3Г, 6-10 % в М6Г, причём М6Г — более мощный и дольше действующий опиоид, чем сам морфин. Скорость печёночного клиренса морфина высока (отношение печёночной экстракции 0,7), поэтому его элиминация может задерживаться при поражениях печени, сопровождающихся замедлением печёночного кровотока. Однако у больных циррозом печени клиренс морфина не изменяется за счёт внепечёночного метаболизма в лёгких, ЖКТ. Выводится из организма в основном почками с мочой (85 %): около 9-12 % — в течение 24 ч в неизменённом виде, 80 % — в виде глюкуронидов и сульфатов — коньюгатов неустановленного состава; оставшаяся часть (7-10 %) — с жёлчью. Период полувыведения морфина примерно 1,7-3,3 часа.:360
Новорождённые более чувствительны к эффектам морфина, так как у них недостаточно развит механизм глюкуронидизации в печени. У пожилых объём распределения примерно в 2 раза меньше, чем у молодых, поэтому концентрация в плазме препарата значительно выше при стандартной дозе. При почечной недостаточности чувствительность к морфину возрастает вероятно из-за накопления М6Г.

### Фармакодинамика
Морфин является основным представителем группы опиоидных наркотических анальгетиков. 
Агонист опиоидных рецепторов (мю-, каппа-, дельта-). Угнетает передачу болевых импульсов в ЦНС, снижает эмоциональную оценку боли, вызывает эйфорию (повышает настроение, вызывает ощущение психологического комфорта, благодушия и радужных перспектив вне зависимости от реального положения вещей), которая способствует формированию лекарственной зависимости (психической и физической).
Морфин используется не в виде морфина-основания, а в виде более растворимых комплексов — «солей», преимущественно в виде хлористоводородного морфина. Отличается сильным болеутоляющим действием, наиболее эффективен в отношении рецепторов т. н. медленной боли. Понижая возбудимость болевых центров, он оказывает также противошоковое действие при травмах.
В высоких дозах оказывает сильный снотворный эффект, который более выражен при нарушениях сна, связанных с болевыми ощущениями. Тормозит условные рефлексы, понижает возбудимость кашлевого центра, вызывает возбуждение центра глазодвигательного нерва (миоз) и n.vagus (брадикардия). Повышает тонус гладкой мускулатуры внутренних органов (в том числе бронхов, вызывая бронхоспазм), вызывает спазм сфинктеров желчевыводящих путей и сфинктера Одди, повышает тонус сфинктеров мочевого пузыря, ослабляет перистальтику кишечника (что приводит к развитию запора), увеличивает перистальтику желудка, ускоряет его опорожнение (способствует лучшему выявлению язвы желудка и 12-перстной кишки, спазм сфинктера Одди создает благоприятные условия для рентгенологического исследования желчного пузыря).
Супраспинальную анальгезию, эйфорию, физическую зависимость, угнетение дыхания, возбуждение центров n.vagus связывают с влиянием на мю-рецепторы. Стимуляция каппа-рецепторов вызывает спинальную анальгезию, а также седативный эффект, миоз. Возбуждение дельта-рецепторов вызывает анальгезию.
Морфин оказывает тормозящее влияние на условные рефлексы, понижает суммационную способность ЦНС, усиливает действие наркотических, снотворных и местноанестезирующих средств. Он понижает возбудимость кашлевого центра.
Морфин вызывает также возбуждение центра блуждающих нервов с появлением брадикардии. В результате активации нейронов глазодвигательных нервов под влиянием морфина у людей появляется миоз. Эти эффекты снимаются атропином или другими холинолитиками.
Может стимулировать хеморецепторы пусковой зоны рвотного центра и вызывать тошноту и рвоту, что связано с возбуждением хеморецепторных пусковых (триггерных) зон продолговатого мозга. Морфин угнетает рвотный центр, поэтому повторные дозы морфина и рвотные средства, вводимые после морфина, рвоты не вызывают.
Снижает секреторную активность ЖКТ, основной обмен и температуру тела.
Под влиянием морфина повышается тонус гладкой мускулатуры внутренних органов. Наблюдается повышение тонуса сфинктеров желудочно-кишечного тракта, повышается тонус мускулатуры антральной части желудка, тонкого и толстого отделов кишечника, ослабляется перистальтика, замедляется продвижение пищевых масс, что приводит к развитию запора. Отмечается спазм мускулатуры желчевыводящих путей и сфинктера Одди. Повышается тонус сфинктеров мочевого пузыря. Может увеличиться тонус мускулатуры бронхов с развитием бронхиолоспазма.
Под влиянием морфина тормозится секреторная активность желудочно-кишечного тракта. В связи со стимуляцией выделения антидиуретического гормона возможно уменьшение мочеотделения.
Характерным для действия морфина является угнетение дыхательного центра. Малые дозы вызывают урежение и увеличение глубины дыхательных движений; большие дозы обеспечивают дальнейшее урежение и уменьшение глубины дыхания со снижением лёгочной вентиляции. Токсические дозы вызывают появление периодического дыхания типа Чейна—Стокса и последующую остановку дыхания.
Морфин вызывает выраженную эйфорию, и при его повторном применении быстро развивается болезненное пристрастие (морфинизм). Эта возможность развития наркомании и угнетение дыхания являются крупными недостатками морфина, ограничивающими в ряде случаев использование его мощных анальгезирующих свойств.

## Применение

### Основные сферы применения
Применяют морфин как болеутоляющее средство при травмах и различных заболеваниях, сопровождающихся сильными болевыми ощущениями (злокачественные новообразования, инфаркт миокарда и др.), при подготовке к операции и в послеоперационном периоде, при бессоннице, связанной с сильными болями, иногда при сильном кашле, сильной одышке, обусловленной острой сердечной недостаточностью.
Для обезболивания родов морфин обычно не применяют, так как он проходит через плацентарный барьер и может вызвать угнетение дыхания у новорождённого.
Морфином иногда пользуются в рентгенологической практике при исследовании желудка, двенадцатиперстной кишки, желчного пузыря. Введение морфина повышает тонус мышц желудка, усиливает его перистальтику, ускоряет его опорожнение и вызывает растяжение двенадцатиперстной кишки контрастным веществом. Это способствует выявлению язвы и опухолей желудка, язвы двенадцатиперстной кишки. Вызываемое морфином сокращение мышцы сфинктера Одди создаёт благоприятные условия для рентгенологического исследования желчного пузыря (см. также Ацеклидин, Метоклопрамид).

### Показания
Выраженный болевой синдром при серьёзных травмах, злокачественные новообразования, инфаркт миокарда, нестабильная стенокардия, послеоперационный период, требующих срочного лечения, в качестве дополнительного ЛС к общей анестезии (в том числе премедикация), при отёке лёгких на фоне острой недостаточности ЛЖ (в качестве дополнительной терапии).

### Противопоказания
Гиперчувствительность, угнетение дыхательного центра (в том числе на фоне алкогольного или наркотического отравления) и ЦНС, паралитическая кишечная непроходимость.
При эпидуральной и спинальной анестезии — нарушение свертывания крови (в том числе на фоне антикоагулянтной терапии), инфекции (риск проникновения инфекции в ЦНС).

### Применение с осторожностью
Боль в животе неясной этиологии, приступ бронхиальной астмы, ХОБЛ, аритмии, судороги, лекарственная зависимость (в том числе в анамнезе), алкоголизм, суицидальная наклонность, эмоциональная лабильность, желчнокаменная болезнь, хирургические вмешательства на ЖКТ, мочевыводящей системе, травмы головного мозга, внутричерепная гипертензия, печеночная или почечная недостаточность, гипотиреоз, тяжелые воспалительные заболевания кишечника, гиперплазия предстательной железы, стриктуры мочеиспускательного канала, паралитическая кишечная непроходимость, эпилептический синдром, состояния после хирургического вмешательства на желчевыводящих путях, легочно-сердечная недостаточность на фоне хронических заболеваний легких, беременность, период лактации, одновременное лечение ингибиторами МАО.
Общее тяжелое состояние больных, пожилой возраст, детский возраст.

### Режим дозирования
Внутрь, дозы подбираются врачом согласно тяжести болевого синдрома и индивидуальной чувствительности. Разовая доза 10-20 мг (для обычных форм) и 100 мг (для пролонгированных форм), высшая суточная (соответственно) — 50 и 200 мг, детям — 0.2-0.8 мг/кг.
Прием внутрь 60 мг однократно или 20-30 мг на фоне многократного приема эквивалентно 10 мг, введенных в/м.
При послеоперационных болях (через 12 ч после операции) — 20 мг каждые 12 ч (пациентам с массой тела до 70 кг), 30 мг каждые 12 ч (при массе тела свыше 70 кг).
При приеме таблеток и капсул пролонгированного действия разовая доза — 10-100 мг, кратность приема — 2 раза в сутки (при невозможности глотания содержимое капсулы можно перемешать с мягкой пищей). При болях на фоне злокачественных заболеваний — таблетки-депо из расчета 0.2-0.8 мг/кг каждые 12 ч.
Гранулы для приготовления суспензии — внутрь, содержимое саше добавить к 10 мл (для приготовления суспензии из содержимого саше 20, 30 и 60 мг), 20 мл (для саше 100 мг) или 30 мл (для саше 200 мг) воды, тщательно перемешать и сразу выпить полученную суспензию (если часть гранул осталась в стакане, добавить небольшое количество воды, перемешать и выпить), каждые 12 ч.
П/к введение взрослым — 10 мг (разовая доза), в/м или в/в — по 10 мг (высшая суточная доза 50 мг).
При наличии у больных острых и хронических болей препарат можно вводить перидурально: 2-5 мг в нескольких мл 0,9 % раствора NaCl или местного анестетика, пригодного для перидуральной анестезии.
Раствор для инъекций пролонгированного действия — в/м. Для больных с постельным режимом однократная суточная доза составляет 40 мг (8 мл) на 70 кг, для больных с активным двигательным режимом — 30 мг на 70 кг. Продолжительность анальгезирующего действия препарата в указанных дозах — 22-24 ч.
Суппозитории — ректально, предварительно очистив кишечник. Взрослым начальная доза — 30 мг через каждые 12 ч.
Передозировка
Симптомы острой и хронической передозировки: холодный липкий пот, спутанность сознания, головокружение, сонливость, снижение АД, нервозность, усталость, миоз, брадикардия, резкая слабость, медленное затрудненное дыхание, гипотермия, тревожность, сухость во рту, делириозный психоз, внутричерепная гипертензия (вплоть до нарушения мозгового кровообращения), галлюцинации, мышечная ригидность, судороги, в тяжелых случаях — потеря сознания, остановка дыхания, кома и возможность летального исхода  
Лечение: промывание желудка, восстановление дыхания и поддержание сердечной деятельности и АД; в/в введение специфического антагониста опиоидных анальгетиков — налоксона в разовой дозе 0.2-0.4 мг с повторным введением через 2-3 мин до достижения суммарной дозы 10 мг; начальная доза налоксона для детей — 0.01 мг/кг.

## Побочное действие
Со стороны пищеварительной системы: более часто — тошнота и рвота (чаще в начале терапии), запор; менее часто — сухость во рту, анорексия, спазм желчевыводящих путей, холестаз (в главном желчном протоке), гастралгия, спазмы в желудке; редко — гепатотоксичность (темная моча, бледный стул, иктеричность склер и кожных покровов), при тяжелых воспалительных заболеваниях кишечника — атония кишечника, паралитическая кишечная непроходимость, токсический мегаколон (запор, метеоризм, тошнота, спазмы в желудке, рвота).
Со стороны ССС: более часто — снижение АД, тахикардия; менее часто — брадикардия; частота неизвестна — повышение АД.
Со стороны дыхательной системы: более часто — угнетение дыхательного центра; менее часто — бронхоспазм, ателектаз.
Со стороны нервной системы: более часто — головокружение, обморок, сонливость, необычайная усталость, общая слабость; менее часто — головная боль, тремор, непроизвольные мышечные подергивания, дискоординация мышечных движений, парестезии, нервозность, депрессия, спутанность сознания (галлюцинации, деперсонализация), повышение внутричерепного давления с вероятностью последующего нарушения мозгового кровообращения, бессонница; редко — беспокойный сон, угнетение ЦНС, на фоне больших доз — ригидность мышц (особенно дыхательных), у детей — парадоксальное возбуждение, беспокойство; частота неизвестна — судороги, кошмарные сновидения, седативное или возбуждающее действие (особенно у пожилых пациентов), делирий, снижение способности к концентрации внимания.
Со стороны мочеполовой системы: менее часто — снижение диуреза, спазм мочеточников (затруднение и боль при мочеиспускании, частые позывы к мочеиспусканию), снижение либидо, снижение потенции; частота неизвестна — спазм сфинктера мочевого пузыря, нарушение оттока мочи или усугубление этого состояния при гиперплазии предстательной железы и стенозе мочеиспускательного канала.
Аллергические реакции: более часто — свистящее дыхание, гиперемия лица, сыпь кожи лица; менее часто — кожная сыпь, крапивница, кожный зуд, отек лица, отек трахеи, ларингоспазм, озноб.
Местные реакции: гиперемия, отек, жжение в месте инъекции
Прочие: более часто — повышенное потоотделение, дисфония; менее часто — нарушение четкости зрительного восприятия (в том числе диплопия), миоз, нистагм, мнимое ощущение хорошего самочувствия, чувство дискомфорта; частота неизвестна — звон в ушах, лекарственная зависимость, толерантность, синдром «отмены» (мышечные боли, диарея, тахикардия, мидриаз, гипертермия, ринит, чихание, потливость, зевота, анорексия, тошнота, рвота, нервозность, усталость, раздражительность, тремор, спазмы в желудке, расширение зрачков, общая слабость, гипоксия, мышечные сокращения, головная боль, повышение АД, и др. вегетативные симптомы).
Морфин — опиоидный наркотик, вызывает привыкание. Морфиновая наркомания характеризуется выраженным снижением чувствительности организма, требующего приёма всё больших и больших доз, которые постепенно могут превышать смертельную для здорового человека дозу.

## Взаимодействие
Усиливает действие снотворных, седативных, местноанестезирующих ЛС, препаратов для общей анестезии и анксиолитиков.
Этанол, миорелаксаны и ЛС, угнетающие ЦНС, усиливают депримирующий эффект и угнетение дыхания.
Бупренорфин (в том числе предшествующая терапия) снижает эффект др.опиоидных анальгетиков; на фоне применения высоких доз агонистов мю-опиоидных рецепторов снижает угнетение дыхания, а фоне применения низких доз агонистов мю-или каппа-опиоидных рецепторов — усиливает; ускоряет появление симптомов «синдрома отмены» при прекращении приема агонистов мю-опиоидных рецепторов на фоне лекарственной зависимости, при внезапной их отмене частично снижает выраженность этих симптомов.
При систематическом приеме барбитуратов, особенно фенобарбитала, есть вероятность уменьшения выраженности анальгезирующего действия наркотических анальгетиков, стимулирует развитие перекрестой толерантности.
С осторожностью следует применять одновременно с ингибиторами МАО из-за возможного перевозбуждения или торможения с возникновением гипер- или гипотензивных кризов (вначале для оценки эффекта взаимодействия дозу следует снизить до 1/4 от рекомендуемой).
При одновременном приеме с бета-адреноблокаторами возможно усиление угнетающего действия на ЦНС, с допамином — уменьшение анальгезирующего действия морфина, с циметидином — усиление угнетения дыхания, с др. опиодными анальгетиками — угнетение ЦНС, дыхания, снижение АД.
Хлорпромазин усиливает миотический, седативный и анальгезирующий эффекты морфина.
Производные фенотиазина и барбитуратов усиливают гипотензивный эффект и увеличивают риск возникновения угнетения дыхания.
Налоксон снижает эффект опиоидных анальгетиков, а также вызванные ими угнетение дыхания и ЦНС; могут потребоваться большие дозы для нивелирования эффектов буторфанола, налбуфина и пентазоцина, которые были назначены для устранения нежелательных эффектов др.опиоидов; может ускорять появление симптомов «синдрома отмены» на фоне наркотической зависимости.
Налтрексон ускоряет появление симптомов «синдрома отмены» на фоне наркотической зависимости (симптомы могут появиться уже через 5 мин после введения препарата, продолжаются в течение 48 ч, характеризуются стойкостью и трудностью их устранения); снижает эффект опиоидных анальгетиков (анальгетический, противодиарейный, противокашлевой); не влияет на симптомы, обусловленные гистаминовой реакцией.
Налорфин устраняет угнетение дыхания, вызванное морфином.
Усиливает гипотензивный эффект ЛС, снижающих АД (в том числе ганглиоблокаторов, диуретиков).
Конкурентно ингибирует печеночный метаболизм зидовудина и снижает его клиренс (повышается риск их обоюдной интоксикации).
ЛС с антихолинергической активностью, противодиарейные ЛС (в том числе лоперамид) повышают риск возникновения запора вплоть до кишечной непроходимости, задержки мочи и угнетения ЦНС.
Снижает эффект метоклопрамида.

## Особые указания
Не использовать в ситуациях, где возможно возникновение паралитического илеуса. При угрозе возникновения паралитического илеуса использование морфина должно быть немедленно прекращено.
У пациентов с предполагаемой операцией на сердце или другой операцией с интенсивным болевым синдромом, использование морфина следует прекратить за 24 ч до операции. Если впоследствии терапия будет показана, то режим дозирования выбирают с учётом тяжести операции.
Вызывает толерантность и зависимость (морфинизм) от препарата.
При возникновении тошноты и рвоты можно применять комбинацию с фенотиазином.
Для уменьшения побочного действия препаратов морфина на кишечник следует использовать слабительные средства.
В период лечения необходимо соблюдать осторожность при вождении автотранспорта и занятии др. потенциально опасными видами деятельности, требующими повышенной концентрации внимания и быстроты психомоторных реакций, не допускать употребления этанола.
Одновременное применение др. препаратов, действующих на ЦНС (антигистаминные, снотворные, психотропные средства, другие обезболивающие препараты), допускается только с разрешения и под наблюдением врача.
Следует иметь в виду, что дети до 2 лет более чувствительны к эффектам опиоидных анальгетиков и у них могут возникать парадоксальные реакции. Дозы у детей для пролонгированных лекформ не установлены.
При беременности и в период грудного вскармливания применение допустимо только по жизненным показаниям (возможны угнетение дыхания и развитие лекарственной зависимости у плода и новорожденного).
Осторожность необходима при применении морфина у больных старческого возраста (замедлены обмен и выведение морфина; наблюдается более высокое содержание морфина в плазме крови).
Интратекальное применение до 1 мг во время родов оказывает незначительный эффект на первом этапе, но может вызвать удлинение второго этапа.

## Клинические исследования
В рандомизованном двойном слепом перекрестном исследовании, выполненном в Берне, Швейцария, у 39 пациентов, принимающих инъекционные наркотики, морфин показал более выраженные побочные эффекты, нежели героин в эквипотентных дозах при использовании в качестве средства для предотвращения абстиненции.

## Токсикология и формирование наркотической зависимости
При повторном п/к применении быстро развивается лекарственная зависимость (морфинизм); при регулярном приеме внутрь терапевтической дозы зависимость формируется несколько медленнее (через 2-14 дней от начала лечения). Синдром «отмены» может возникнуть спустя несколько часов после прекращения длительного курса лечения и достигнуть максимума через 36-72 ч.

### Морфинизм
Морфиновая наркомания — морфинизм — появилась вскоре после того, как был изобретён метод применения морфия путём подкожного впрыскивания.
В начале XX века многие врачи становились морфинистами. Во врачебной среде существовало мнение, что врач, понимающий пагубность морфинизма, способен при необходимости самостоятельно применить морфий для себя, избегая пагубного пристрастия благодаря информированности. Практика показала, что мнение это было ошибочным.
Так, Михаил Булгаков некоторое время был морфинистом, однако полностью излечился от наркомании благодаря самоотверженной помощи своей первой жены Т. Н. Лаппа. Впоследствии им был написан рассказ «Морфий», который во многом является автобиографичным.
До синтеза героина морфин был наиболее распространённым наркотическим анальгетиком в мире.

### Острая токсичность морфина
Летальная доза морфина для некоторых способов введения
| Вид животных | Способ применения | DL50 мг/кг |
| Крысы        | внутрь            | 170        |
|              | внутривенно       | 46         |
| Мыши         | внутрь            | 670        |
|              | внутривенно       | 200        |
| Собаки       | внутрь            | 316        |

### Действия при отравлении морфином
При отравлении морфином используют его антагонисты — налорфин и налоксон. Благодаря конкуренции за рецепторы, налорфин уменьшает проявления всех эффектов морфина — эйфорию, тошноту, головокружение, восстанавливает нормальное дыхание.

## Законодательное регулирование. Хранение и правила отпуска
Хранение: список А. В защищённом от света месте с соблюдением правил хранения наркотических веществ.

### Отпуск и применение в разных странах
- В Англии — Class A в соответствии с en:Misuse of Drugs Act 1971.
- В США — en:Schedule II в соответствии с en:Controlled Substances Act.
- В Канаде — en:Schedule I в соответствии с en:Controlled Drugs and Substances Act.
- В Австралии — en:Schedule 8 в соответствии с en:Therapeutic Goods Act 1989 (2003).[10]
- В международном обороте морфин относится к первому списку en:Single Convention on Narcotic Drugs.[11]

## В культуре
В культовом советском фильме «Игла» одна из главных героинь Дина, становится наркозависимой, применяя морфина гидрохлорид в качестве инъекций. Моро увозит ее к морю, где Дина начинает выздоравливать. Однако после возвращения в город всё начинается сначала.